# Neuburg an der Kammel
Neuburg an der Kammel (officiel: Neuburg a.d.Kammel) est une commune de Bavière (Allemagne), située dans l'arrondissement de Guntzbourg, dans le district de Souabe.

## Personnalités liées à la ville
- Simpert Kraemer (1679-1753), architecte né à Edelstetten.